# Azoren-Abendsegler
Der Azoren-Abendsegler (Nyctalus azoreum) ist eine Fledermausart. Er kommt ausschließlich und damit endemisch auf den Azoren vor, wo er bis zur Ankunft des Menschen neben einer weiteren Fledermausart der Gattung Pipistrellus, wahrscheinlich der Madeira-Fledermaus (Pipistrellus maderensis), das einzige heimische Säugetier war.
Die Art sieht ihrem nächsten Verwandten, dem Kleinen Abendsegler (Nyctalus leisleri), sehr ähnlich, bleibt jedoch mit knapp 6 cm Länge etwas kleiner.

## Merkmale
Der Azoren-Abendsegler erreicht eine Körpergröße von 51 bis 57 Millimeter. Die Färbung entspricht der des Großen Abendseglers, das kurze Fell ist eng anliegend und auf dem gesamten Körper einfarbig rostbraun bis dunkelbraun glänzend. Die Flügel der Art sind schmal und lang ausgebildet, die Spannweite beträgt etwa 300 mm.

## Verbreitung
Die Verbreitung des Azoren-Abendseglers beschränkt sich auf die Azoren, er ist entsprechend ein Endemit dieser Inselgruppe. Die Fledermaus kommt auf sieben der neun Inseln vor, wobei der Nachweis auf Flores unsicher ist. Für Corvo liegen keine Nachweise vor.

## Lebensweise
Der Azoren-Abendsegler ist in größerem Ausmaß als andere Fledermäuse tagaktiv, was auf das Fehlen von Greifvögeln in seiner Heimat zurückzuführen sein kann. Die Hauptjagdzeit liegt allerdings kurz vor dem Sonnenuntergang bis etwa 21 Uhr. Dabei erfolgt die Jagd sowohl einzeln wie in Gruppen. Über die sonstige Lebensweise der Art ist allerdings nur wenig bekannt, wie die anderen Abendsegler dürfte sie sich vorwiegend von Insekten ernähren.
Zu Wanderungen sowie zum Fortpflanzungsverhalten des Azoren-Flugseglers liegen keine Daten vor.

## Systematik
Der Azoren-Abendsegler ist eine von acht Arten der Abendsegler (Nyctalus). Dabei stellt er als Endemit auf den Azoren die Schwesterart des Kleinen Abendseglers dar, wobei er lange Zeit als Unterart desselben galt.
Die Art entwickelte sich wahrscheinlich aus einer europäischen Population des Kleinen Abendseglers zum Ende des Pleistozän. Beide gemeinsam stellen die Schwestergruppe eines Taxons dar, das aus dem Großen Abendsegler (Nyctalus noctula), dem Riesenabendsegler (Nyctalus lasiopterus) und der asiatischen Art Nyctalus aviator gebildet wird. Die ebenfalls in Asien beheimatete Art Nyctalus plancyi stellt die basalste Art und damit die Schwesterart der restlichen Abendsegler-Arten dar. Der Berg-Abendsegler (Nyctalus montanus), der früher ebenfalls als Unterart des Kleinen Abendseglers betrachtet wurde, und Nyctalus furvus wurden bei dieser Untersuchung nicht betrachtet.

## Gefährdung und Schutz
Wegen seines kleinen Verbreitungsgebietes und der rückläufigen Bestände wird der Azoren-Abendsegler von der IUCN als gefährdet (vulnerable) gelistet.

## Belege
1. 1 2 3 4  P. Salgueiro, M. Ruedi, M. M. Coelho, J. M. Palmeirim: Genetic divergence and phylogeography in the genus Nyctalus (Mammalia, Chiroptera): implications for population history of the insular bat Nyctalus azoreum. Genetica 130 (2), 2007: S. 169–181.
2. ↑  Nyctalus azoreum in der Roten Liste gefährdeter Arten der IUCN 2007. Eingestellt von: Chiroptera Specialist Group, 2000. Abgerufen am 25. April 2008.